# Вудвилл, Энтони, 2-й граф Риверс
Энтони Вудвилл (Вудвиль) (англ. Anthony Woodville; ок. 1440/1442 — 25 июня 1483) — 2-й граф и 2-й барон Риверс с 1469 года, 8-й барон Скейлз, кавалер Ордена Подвязки, английский военачальник и писатель, сын Ричарда Вудвилла и Жакетты Люксембургской, родной брат королевы Елизаветы Вудвилл, жены короля Англии Эдуарда IV.

## Биография
Происходил из знатного рода Вудвилл. Сначала, как и отец, поддерживал Ланкастеров в Войне роз. В качестве пажа принимал участие в Первой битвы при Сент-Олбансе в 1455 году. Впоследствии выступал уже как рыцарь на стороне Ланкастеров и участвовал в битве при Таутоне. В 1466 году перешёл на сторону короля Эдуарда IV после женитьбы последнего на его сестре Елизавете. Вскоре началась борьба английских феодалов во главе с Ричардом Невиллом, графом Уориком, против Эдуарда IV. После поражения последнего при Эджкот Муре Энтони Вудвилл сопровождал короля в бегстве в Нидерланды. После казни отца, Энтони становится наследником его титулов. В 1470 году вернулся в Англию.
По возвращении участвовал в битве при Барнете. За заслуги перед короной стал кавалером Ордена Подвязки. В 1473 году получил должность советника молодого принца Эдуарда. С этого момента влияние рода Вудвиллов ещё более возросло.
9 апреля 1483 года умер король Эдуард IV, назначив перед смертью на время малолетства своего сына Эдуарда V лордом-протектором Англии своего брата Ричарда, герцога Глостера. Сам Ричард Глостер в это время находился в Мидлгеме на севере Англии и узнал о смерти брата из письма, которое ему отправил Генри Стаффорд, 2-й герцог Бекингем. Родственники королевы Елизаветы, Вудвиллы и Греи, старались не допустить исполнения воли Эдуарда и отстранить от управления Англией Ричарда. Королевский совет, на котором барон Гастингс предложил утвердить Ричарда лордом-протектором, отказался это сделать, причём Вудвилей поддержали и большинство епископов. В то же время Вудвиллы стремились ускорить коронацию малолетнего Эдуарда, который тогда находился в Лудлоу под опекой графа Риверса.
Барон Гастингс известил Ричарда о том, что произошло на совете. Герцог Бекингем же в это время отправился в Нортгемптон на встречу с Ричардом. В Стоуни-Стратфорде ему удалось перехватить конвой, сопровождавший наследника, арестовав графа Риверса и Ричарда Грея — единоутробного брата Эдуарда V. В результате 4 мая Ричард Глостер был утверждён лордом-протектором.
Граф Риверс был обвинён в измене и 25 июня обезглавлен в замке Понтефракт. Его владения и титулы были конфискованы, но после воцарения Генриха VII в 1485 году возвращены Ричарду Вудвиллу, младшему брату Энтони.
Энтони Вудвилл известен также как писатель. Он перевёл с французского языка несколько трудов. А в 1477 году он написал «Изречения и высказывания философов» (англ. Dictes and Sayengis of the Philosophres), ставшую первой книгой, которую напечатал в Англии Уильям Кекстон.

## Брак
1-я жена: Элизабет Скейлз (ок. 1446 — 2 сентября 1473), 8-я баронесса Скейлз с 1460, дочь сэра Томаса Скейлза, 7-го барона Скейлза, и Эммы Уолесбург, вдова сэра Генри Буршье. Детей от этого брака не было.
2-я жена: до октября 1480 Мэри Льюис, дочь сэра Генри Льюиса и Элизабет Бофорт. Детей от этого брака не было. После смерти мужа она вышла замуж вторично — за сэра Джорджа Невилла.

## В культуре
- Уильям Шекспир, «Ричард III»
- «Белая королева» (2013, роль Энтони исполнил Бен Лэмб).
- Энтони Вудвилл, граф Риверс, является главным персонажем романа Роберта Ирвина «Чудесам нет конца».